# Katarína Hasprová
Katarína Hasprová (* 10. September 1972 in Bratislava) ist eine slowakische Sängerin, die 1998 am Eurovision Song Contest teilnahm. 

## Biografie
Hasprová ist die Tochter des bekannten Regisseurs Pavol Haspra und der Schauspielerin Soňa Valentová. Nach ihrem Abitur in Bratislava studierte sie in der musikalischen Abteilung an der Janáček-Akademie in der tschechischen Stadt Brünn. In der Folgezeit spielte sie in verschiedenen Musicals im In- und Ausland mit. 1997 erhielt sie eine goldene Lyra für das Lied Jedno zbohom, was ihr eine Karriere als Sängerin ermöglichte. 
Bereits im folgenden Jahr vertrat sie ihr Heimatland beim Eurovision Song Contest 1998 im britischen Birmingham, erreichte mit dem Lied Modlitba (dt. „Ein Gebet“) allerdings nur den 21. Platz bei 25 Teilnehmern. In den folgenden elf Jahren blieb die Slowakei dem Musikwettbewerb fern.
Im folgenden Jahr erschien ihr Debütalbum Katarína Hasprová. Das Musikvideo zur Pilotsingle Izabel wurde im slowakischen Fernsehen häufig gespielt. 2001 arbeitete sie an ihrem neuen Album, im nächsten Jahr wurde darauf das Album Chvíľu so mnou leť veröffentlicht. Seitdem ist sie in verschiedenen Rollen in Erscheinung getreten, so sang sie in Musicals und trat bei vielen prestigeträchtigen Festivals auf.